# Das Mädchen aus dem Wasser
Das Mädchen aus dem Wasser (Alternativtitel: Lady in the Water – Das Mädchen aus dem Wasser, Originaltitel: Lady in the Water) ist ein US-amerikanischer Fantasy-Märchenfilm unter der Regie von M. Night Shyamalan, der auch das Drehbuch verfasste und eine der Nebenrollen übernahm. Er erzählt die märchenhafte Geschichte eines Hausmeisters, der eine junge Frau aus dem Swimmingpool seines Wohnkomplexes rettet. Das Mädchen entpuppt sich als Nymphe, die von grausamen Kreaturen gejagt wird. Hausmeister Heep und die Bewohner der Anlage helfen ihr bei der Rückkehr in die „Blaue Welt“.
Der Film greift Motive einiger Märchen auf und behandelt Themen wie Selbstfindung, Erkenntnis und Kommunikation.
Shyamalans Werk stieß anlässlich seiner Premiere am 21. Juli 2006 größtenteils auf negative Kritikerstimmen und wurde ein finanzieller Misserfolg. Der Film startete am 31. August 2006 in den deutschen Kinos.

## Inhalt
Cleveland Heep führt als Hausmeister einer Wohnanlage in Philadelphia ein zurückgezogenes Leben. Eines Nachts entdeckt er im Swimmingpool ein Mädchen, das er vor dem Ertrinken rettet. Sie gibt sich als „Story“ aus und erzählt ihm, dass sie eine Narf, das heißt eine Art von Nymphe, aus der „Blauen Welt“ sei. Sie solle einen bestimmten Schriftsteller finden und ihn erleuchten. Heep hilft ihr, den Kontakt zu einem Schriftsteller, welcher in der Anlage lebt, herzustellen, und arrangiert die Begegnung, bei welcher der Schriftsteller seine Erleuchtung erfährt. Story, die nun in Heeps Wohnung lebt, kann diese nicht mehr verlassen, da sie von einem Scrunt, einem bösartigen wolfsähnlichen Wesen, verfolgt wird.
Durch eine koreanische Bewohnerin erfährt Heep von einer asiatischen Sage, nach der eine Narf aus der „Blauen Welt“ kommt, um einen Menschen zu erwecken, der die Welt retten soll. Damit sie nach Erfüllung der Mission in ihre Welt zurückkehren kann (ein riesiger Adler soll kommen und sie forttragen), benötigt die Nymphe die Hilfe der Menschen, die mit ihren Fähigkeiten verschiedene Funktionen übernehmen müssen. So braucht sie einen Symboldeuter, einen Wächter, einen Heiler und eine Gilde, eine Gruppe von Menschen, die anscheinend nichts Besonderes tun, aber helfende Hände haben.
Heep folgt dieser Sage und rekrutiert – mit der Hilfe eines Filmkritikers – im Wohnblock einige Bewohner, die seiner Meinung nach für die Helferrollen vorherbestimmt sind. Gemeinsam erarbeiten sie, auf Anraten des Symboldeuters, einen Plan, der vorsieht, dass die Gilde eine Party veranstaltet, in der Story den Schutz der Menge genießen kann. Denn es wird überliefert, dass ein Scrunt eine Nymphe nur dann angreift, wenn er unbeobachtet zuschlagen kann. Gleichzeitig hofft Heep, dass an diesem Abend der große Adler kommt, um Story zu holen.
Die Party entpuppt sich jedoch als Misserfolg und Story wird von dem Scrunt schwer verletzt. Der Filmkritiker wird in der Folge von dem Scrunt angefallen und getötet. Die verängstigten Bewohner erkennen, dass Heeps Auswahl falsch gewesen sein muss, und versuchen nun selbst herauszufinden, wer von ihnen für die verschiedenen Rollen vorherbestimmt ist. Heep übernimmt dabei z. B. die Rolle des Heilers, während der Sohn des vermeintlichen Symboldeuters der eigentliche Auserwählte für diese Rolle zu sein scheint. Als neue Gilde wird ein Bund von sieben Frauen, den Schwestern, vorgeschlagen.
Nachdem Story durch den Heiler Heep, die Gilde der sieben Schwestern sowie zwei weitere Personen geheilt worden ist, wartet man am Pool auf Eatlon, den großen Adler, der Story in die Blaue Welt zurückbringen soll. Der Scrunt will die Chance nutzen und startet einen Angriff auf Story, jedoch tritt nun der bisher noch unbekannte Wächter in Erscheinung: Es ist der Bewohner Reggie.
Reggie, ein Bodybuilder, der nur seinen rechten Arm trainiert, hält den Scrunt durch ununterbrochenen Augenkontakt in Schach und drängt ihn zurück, als plötzlich drei Tartutic, affenähnliche Wesen, erscheinen. Sie sind für die Einhaltung der Gesetze der „Blauen Welt“ verantwortlich. Und diese hat der Scrunt gebrochen: Denn nach den Gesetzen der „Blauen Welt“ ist es einem Scrunt verboten, eine Narf nach Erfüllung ihrer Mission anzugreifen. Da aber Story in Wirklichkeit die Königin der Narf ist, war sie für den Scrunt eine unwiderstehliche Beute, für die er die Gesetze missachtete. Die Tartutic überwältigen den Gesetzesbrecher und schleppen ihn fort.
Nachdem die Gefahr gebannt ist, erscheint der große Eatlon und nimmt Story mit zurück in die „Blaue Welt“.

## Entstehungsgeschichte
Die Idee zu diesem Film entstand aus einer improvisierten Gutenachtgeschichte, die Shyamalan seinen Töchtern erzählte. „Im Kern der Geschichte steckte etwas, was mich trieb, jeden Abend unentwegt weiterzuerzählen“, erinnert sich der Regisseur. „Auch als die Geschichte endlich abgeschlossen war, redete ich trotzdem mit meinen Töchtern ständig weiter darüber. […] Die Story beschäftigte uns außergewöhnlich intensiv.“ Während der Dreharbeiten zu The Village – Das Dorf entstand die Idee, die Geschichte zu verfilmen.
Nach diesem Mystery-Thriller, der von den Kritikern sehr gemischt aufgenommen wurde, aber trotzdem ein finanzieller Erfolg war, begann der indischstämmige Filmemacher ein Drehbuch zu entwerfen. Dabei inspirierten ihn die Animationsfilme von Hayao Miyazaki (Chihiros Reise ins Zauberland) und Filme wie Die Braut des Prinzen oder E. T. – Der Außerirdische. Das fertige Drehbuch stellte er Touchstone Pictures, einer Tochterfirma der The Walt Disney Company, vor, da die Studios bereits seine vorausgehenden Filme finanziert und verliehen hatten. Obwohl der Regisseur dort mit seinen Filmen rund eineinhalb Milliarden US-Dollar eingebracht hatte, lehnte Disney-Produktionschefin Nina Jacobson das Manuskript ab. Shyamalan wechselte daraufhin zu Warner Brothers Pictures, die 75 Millionen US-Dollar in das Projekt investierten.

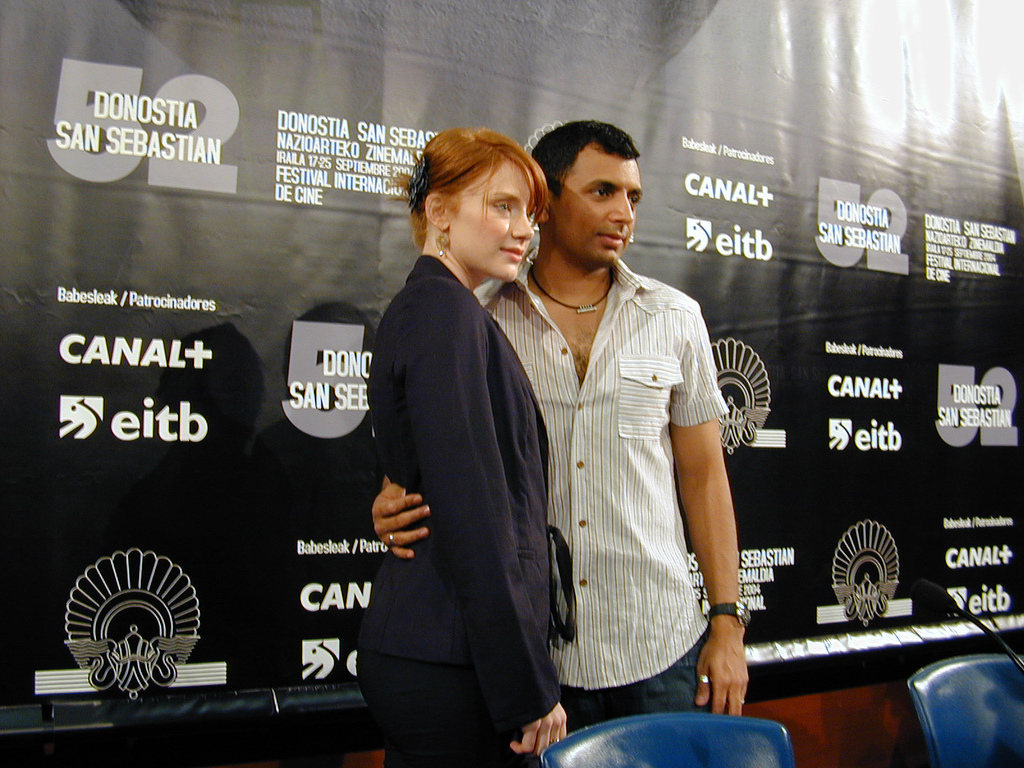
M. Night Shyamalan und Bryce Dallas Howard bei der Filmpremiere von The Village – Das Dorf in Spanien.

Als eine Reaktion auf Disneys Ablehnung schrieb der Journalist Michael Bamberg das Buch The Man Who Heard Voices: Or, How M. Night Shyamalan Risked His Career On A Fairy Tale. Sein Ziel war es, „den Filmemacher als Märtyrer im Kampf der Kreativität zu stilisieren“.
In dem Buch stellte er die Frage „Was konnte sie [Nina Jacobson] Wichtigeres tun als Nights neues Skript in Empfang zu nehmen“?
Jacobson antwortete zu solchen Vorwürfen: „Jeder hat eine andere Vorstellung von Respekt. Für uns gibt es keine größere Art von Respekt gegenüber einem Filmemacher, als ihm gegenüber ehrlich zu sein.“
Als erstes verpflichtete Shyamalan Bryce Dallas Howard, die zuvor in The Village eine wichtige Rolle übernommen hatte. Bereits vor der Fertigstellung des Drehbuchs fragte er Howard, ob sie die Rolle der Story übernehmen wolle. „Ich hatte das Drehbuch noch gar nicht geschrieben, wollte aber unbedingt, dass sie die Rolle übernimmt“, sagte der Regisseur in einem Interview. Howard nahm an.
Für die Rolle des Hausmeisters Cleveland Heep war entweder Kevin Costner oder Paul Giamatti vorhergesehen. Shyamalan entschied sich letztendlich für Giamatti. Des Weiteren sollten ursprünglich William Hurt, Sidney Poitier, Chris Cooper, Gene Wilder, Terrence Howard, Alec Baldwin, Vince Vaughn, Forest Whitaker und Don Cheadle für die Bewohner von „The Cove“ verpflichtet werden. Man entschied sich jedoch für Freddy Rodriguez, Jeffrey Wright, Jared Harris und Sartia Choudhury. Als Film- und Theaterkritiker wurde Bob Balaban unter Vertrag genommen.
Der Wohnkomplex „The Cove“ sollte in Pennsylvania gebaut werden. Der erste Entwurf war ein Gebäude aus roten Ziegeln. Doch die Designer und Shyamalan fanden, es erzeuge zu viel Stimmung. Deshalb wurde ein „ausdrucksloses“ Gebäude konstruiert, das durch die Figuren zum Leben erwachen sollte. Die Arbeiten begannen am 20. Juni 2005 mit dem Bau einer Stahlkonstruktion, die nach vier Wochen beendet war. Anschließend entstand daraus ein großes Gebäude, in dem gedreht werden konnte. Nach Shyamalans Vorstellungen sollten die Kreaturen mit ihrem jeweiligen Lebensraum verschmelzen. Die affenähnlichen „Tartutics“, die mit ihren hölzern wirkenden Körpern, die wie knotige Wurzeln aussehen, „vereinen“ sich deshalb mit den Bäumen. Der wolfsähnliche, mit grünem Grasfell und rot glühenden Augen versehene Scrunt verschmilzt mit der Erde und dem Gras.
Die Dreharbeiten fanden vom 22. August 2005 bis zum 21. Oktober 2005 in Levittown, Pennsylvania und Philadelphia, Pennsylvania statt.

## Inszenierung
Wie schon zuvor in The Village – Das Dorf spielt Shyamalan in diesem Film mit der Farbsymbolik. Vor allem die Farbe Blau ist von wichtiger Bedeutung. Marco Kreuzer analysiert, dass sie „das Geistige, die Spiritualität, die Harmonie, vielleicht sogar das Göttliche, in jedem Fall aber die Welt des Mythischen und der Phantasie“ repräsentiert.
Ein weiteres Symbol ist das Wasser. Darin lebt die Protagonistin Story und es ist hier „das Element der Errettung, der Reinigung, des Neubeginns“. Aufgrund seiner Bedeutung und der wichtigen Rolle im Film könnte man sogar meinen, dass Shyamalan das Wasser gar als den Urstoff allen Seins d. h. als den Ursprung des Lebens (vorsokratische Naturphilosophie) darstellt. Der herzförmige Pool unterstützt diesen Gedanken „einerseits optisch, andererseits verweist diese Form auch auf Emotionalität oder innere Stimme“.
M. Night Shyamalan erklärte in einem Interview, dass der Horror in seinen Filmen nur eine Haube sei, die den Zuschauer gefangen nehmen solle, damit er genauer zusehe und zuhöre. Dieses Phänomen wird als „horrific agents“ bezeichnet und vom Regisseur gerne verwendet.
Zu Beginn ist es Story, die Narf, die „bei ihrem ersten Auftauchen die Normalität von Clevelands Lebenswirklichkeit stört“. Auch wenn sie von Anfang an positiv besetzt ist, erschafft ihr Erscheinen dennoch „jene unheimliche Atmosphäre, die wir bereits von Shyamalan kennen“. Des Weiteren steuern die vielen Spiegelungen, Schatten und Beschreibungen des Scrunts und Tartutics zu einer unheimlichen Filmatmosphäre bei. Der Scrunt ist bis hin zum Filmende nur durch die bereits genannten Mittel oder akustisch wahrnehmbar.
Shyamalan legt Wert auf den Rhythmus, die Geschwindigkeit und die Gefühle, die eine Szene erweckt. So setzt der Filmemacher in Das Mädchen aus dem Wasser die Zeitlupe ein, um den Schock einer Szene und dramatische Momente länger wirken zu lassen. Diese Methode wird akustisch und mit der Musik von James Newton Howard unterstützt. Der Filmemacher bezeichnet dies als seine Spezialeffekte. Ein Beispiel dafür ist die Szene, in der die Protagonisten Cleveland und Story von dem Scrunt angegriffen werden. Weiterhin benutzt Shyamalan vergleichsweise wenige Schnitte beziehungsweise lange Kameraeinstellungen. In einem Interview meint er dazu:
„Heute entstehen die meisten Filme durch aufwändige Montagen im Schneideraum […]. Ich wähle einen anderen Ansatz und versuche, die Magie des Augenblicks einzufangen. […] Ich wähle oft Theaterschauspieler und drehe so zusammenhängend wie möglich.“
Die Kameraaufnahmen von Christopher Doyle, der hier sehr stark mit Schärfe und Unschärfe arbeitet, werden als „schmuddelige“, „intelligente, aber völlig ungeklackte“
und „ästhetisch verlockende Bilder“ bezeichnet. Außerdem stellen die Kameraperspektiven die „einzelnen stereotypen Charaktere“ vor. „Oft sieht man die Personen nur von hinten und macht sich allein durch seinen [Clevelands] abschätzenden Blick ein Bild von ihnen. Mal folgt die Kamera auch seinem [Clevelands] Blick und lässt die skurrilen Typen direkt in den Zuschauerraum hineinsprechen“, bemerkt Mary Keiser.

## Themen und Motive

### Selbstfindung und Erkenntnis
Mit Das Mädchen aus dem Wasser setzt sich Shyamalan hauptsächlich mit dem Thema der Selbstfindung und Erkenntnis auseinander. Dabei geht es darum, dass „die Kraft zu handeln […] in jedem Menschen angelegt ist, nur muss dieser sie, oft sehr schmerzhaft, entdecken, und an sie glauben, damit er sie freisetzen kann“.
So erfährt der Zuschauer im Laufe der Handlung, dass Heeps Familie von einem Einbrecher ermordet worden ist, als er nicht zu Hause war. Auf Grund des Traumas gibt er seinen Beruf als Arzt auf und „führt nun dieses anonyme zurückgezogene Leben im Cove“. Kreuzer analysiert: „Die Fragmentierung und Erschütterung seiner Identität durch dieses Trauma zeigt sich bereits in seiner Sprache: Cleveland stottert gewaltig“. Doch während Storys Anwesenheit vermag er plötzlich so flüssig zu sprechen als hätte er nie eine Sprachstörung gehabt. Bei dem Ritual, Story wieder zu heilen, soll er in die Rolle des Heilers schlüpfen, was ihm aber nicht geheuer ist. „Doch als er sich in seine Bestimmung fügt und fast als Gebet zu seiner verstorbenen Familie spricht, findet er zu sich selbst und zu einem neuen Selbst-Bewusstsein.“ So porträtiert Shyamalan Cleveland als Identifikationsfigur und zwar „etwas ausführlicher als die anderen Figuren“, die ebenfalls während Storys Anwesenheit zu sich selbst finden.
Mit der Figur des Autors Vick Ran versucht Shyamalan das Konzept zu vermitteln, „dass Literatur, oder eben auch der Film, als Instrument zur Erkenntnis dienen kann“. Vicks Buch, das Cookbook (Kochbuch), das kulturelle Probleme behandelt und von der Notwendigkeit eines fähigen Anführers spricht, „wird, so sagt Story voraus, einen kleinen Jungen inspirieren, der mit Vicks Gedanken im späteren Leben als Politiker große Veränderungen auf den Weg bringen werde“. Doch wegen der revolutionären Gedanken wird er, wie die Narf prophezeit, einem Attentat zum Opfer fallen. Aber trotzdem schreibt Vick sein Buch zu Ende und nimmt die Zukunft in Kauf, denn „Story inspiriert wie die Götter der Religion den seherischen Autor“.

### Märchen und Mythos
Der Film greift mehrere Themen und Motive des Märchens auf. Shyamalans Film besteht oft aus Szenen, die magische Elemente enthalten, aber auch Lebensweisheiten oder Beispiele besonderer Schlauheit oder ausgemachter Dummheit. Die Protagonisten haben meistens eine Aufgabe, wie etwa Rätsel zu lösen. In Das Mädchen aus dem Wasser müssen die Bewohner von „The Cove“ ihre Bestimmung finden (siehe vorheriger Abschnitt). Hinzu kommt der Kampf zwischen Gut und Böse. Dieser Kampf, der sich wie ein roter Faden durch Shyamalans Gesamtwerk zieht, wird mit der herrschenden Rivalität zwischen Story und dem Scrunt ausgedrückt. Das rational denkende „Monster“ greift mehrmals die Narf und sogar den Hausmeister an und versucht sie zu töten. „Dem ätherischen Wasserwesen steht also das materielle, irdene Monstrum entgegen. Wasser gegen Erde, Spiritualität gegen Materialismus, wenn man so will, Emotionalität gegen Rationalität,“ merkt Kreuzer an.
Story repräsentiert diejenige Figur, „die eine magische Quelle aufspringen lässt, die bedrohliche Boten ins Gehirn entsendet. Bedrohlich sind sie deshalb, weil sie die Sekurität, in die wir uns und unsere Familien eingesponnen haben, ins Wanken bringen“. Doch Story ist eigentlich selbst nur wenig unheimlich, weil sie „als allegorische Figur die positiven Anteile des Geschichtenerzählens und des Mythos“ darstellt. Sie inspiriert diejenigen, die die Konfrontation mit ihr suchen (Bewohner von „The Cove“), auch wenn sie sie zwingt, „sich und ihre Rolle in Frage zu stellen.“
Die Narf versteht sich also „als Allegorie des Märchens selbst“. Sie ist geheimnisvoll, gibt nicht viel von ihrer Herkunft preis, bleibt ein Rätsel. Die Gegenstände, die sie sammelt, welche die Menschen am Pool vergessen haben und sie dann in ihrer Höhle unter dem Becken versteckt, „stehen […] für die verdrängten Anteile des Menschen im Unbewussten.“ Die Homophonie zwischen dem Wort Key (Schlüssel) und Kii (Der magische Stein, der Story heilen soll.) kann als „Spielart des Steins des Weisen verstanden werden.“
„Im Mythos kann jeder Grashalm die Gestalt des Erlösers annehmen und den suchenden Pilger ins Allerheiligste seines eigenen Herzens führen“, meint Campbell. Dieser Gedanke findet sich auch in Das Mädchen aus dem Wasser wieder: Wie bereits in The Sixth Sense ist der Schlüssel zur mythischen Welt, das heißt zu Storys „Blauer Welt“, derjenige, der mühe- und vorbehaltlos die Brücke zwischen Realität und Mythos schlägt, ein Kind und zwar Joey Dury, der aus den Texten und Bildern, die sich auf den Cornflakespackungen befinden, eine Bedeutung erschließt.

## Rezeption

### Kritiken
Das Mädchen aus dem Wasser wurde in den USA zum überwiegenden Teil sehr negativ aufgenommen. Die meisten Kritiker sahen den Abwärtstrend des einst gefeierten Regisseurs fortgesetzt. Brian Lowry zeigte im Branchenblatt Variety Verständnis für Disneys Entscheidung, das Skript abzulehnen: „[…] Shyamalan hat auf The Village eine weitere Enttäuschung folgen lassen – eine schwerfällige, formlose Gute-Nacht-Geschichte.“ Die Figur des ahnungslosen Filmkritikers und der Umstand, dass sich Shyamalan als missverstandener, genialer Autor selbst besetzte, fügten dem Film zudem den unangenehmen Beigeschmack der Ich-Bezogenheit hinzu. Für Jim Emerson (Chicago Sun-Times) war die Figur des Filmkritikers der einzige Lichtblick innerhalb der inkohärenten Dramaturgie. Doch dass dieser Kritiker „einen Film im Film (und damit letztlich den, den wir gerade sehen) [auch] dafür kritisiert, dass er Figuren zwinge, ständig ihre intimsten Gedanken durch langwierige Dialoge rauszuwürgen, entschuldigt Das Mädchen im Wasser für ebendiese laienhaften Fehler in keiner Weise.“ Ein Eindruck, der sich mit jenem von Sean P. Means von der Salt Lake Tribune deckte: „[Shyamalan] ertränkt Das Mädchen aus dem Wasser in einem Meer aus Geschwätzigkeit.“
Ken Hanke vom Mountain Xpress neigte dazu, den Film als „das Werk eines Künstlers zu betrachten, der weiß, dass er etwas mitzuteilen hat, aber bislang nicht ganz fähig ist herauszufinden, was dieses Etwas ist.“ James Berardinelli fühlte sich an dilettantische Drehbücher eines Ed Wood erinnert. David Bordwell hingegen dachte in visueller Hinsicht an den späten Godard und verfasste auf Grund der desaströsen Kritiken eine Verteidigung des Films: „Wenn Das Mädchen aus dem Wasser von einem obskuren osteuropäischen Regisseur gedreht worden wäre, hätten die Kritiker möglicherweise den magischen Realismus des Films gelobt […]“.
Im deutschsprachigen Raum war die Meinung der Kritiker gemischt. Alexandra Stäheli von der Neuen Zürcher Zeitung schrieb zum Beispiel: Shyamalans „spirituelles Märchen“ erinnere an die „innere Spannung des Überraschungserfolgs The Sixth Sense“. Natürlich sei „die gespenstische Psychotherapie des kleinen Cole mit seiner drückenden Einsamkeit an atmosphärischer Tristesse kaum zu überbieten“, dennoch entwickle die Geschichte „ihren eigenen flüssigen Charme“. Des Weiteren meinte sie, der Film verdichte sich „zu einer manchmal skurrilen, manchmal etwas platten Parabel auf den Sinn des Lebens, die zuweilen auch mit durchaus krätzigem Humor“ überrasche, was „sehr zum Gewinn des Films“ beitrüge.
Das Filmmagazin Cinema schrieb, Shyamalan erzähle „eine moderne Fabel, eine packende Geschichte über Bestimmung und Erlösung – in der Humor aufflammendes Pathos stets rechtzeitig abfedert“ –, und kam zu dem Schluss, dass es Shyamalan gelungen sei, einen „Film für die kollektive Seele“ zu drehen. Dieser sei „atmosphärisch, humorig und fabelhaft“. Das Lexikon des internationalen Films urteilte: „Eine poetisch-fantastische Geschichte als originelle Abwechslung im Mainstream-Einerlei Hollywoods, die von der heilsamen Macht der Fantasie, von Solidarität und Mut erzählt. Visuell beeindruckend und stimmig ausgestattet, entfaltet der Film seinen Reiz jenseits gängiger Genremuster.“ Wolfgang Höbel vom Spiegel schrieb, der Film sei zwar verschlungen und pompös erzählt, habe aber oft einen wunderlichen Reiz.
Joachim Schätz hingegen bezeichnete den Film als „den durchgeknalltesten Sommerblockbuster der Saison.“ Außerdem meinte er, „von einer absurden Enthüllung zur nächsten überproduzierten Suspense-Szene taucht der Film immer tiefer ein in das haarsträubende pseudo-mythologische Regelwerk rund um Narfs, Killeraffen und Riesenadler. Das wäre auf seine unbeirrbare Weise ja ganz sympathisch, würden nicht Shyamalan’sche Untugenden wie Schicksalshörigkeit und Sehnsucht nach Führerfiguren den wirren Spaß entschieden verderben.“ Bernd Zywietz vom film-dienst meinte, Das Mädchen aus dem Wasser zeige „sich als ganz persönliches Werk eines Kinoerzählers, der sich so ungebremst und enthusiastisch wie sympathisch“ verrenne.
Die Filmbewertungsstelle Wiesbaden gab dem Film das Prädikat „besonders wertvoll“ und schrieb: „Das Mädchen aus dem Wasser bietet weit mehr als Fantasy und Horror. Shyamalan spielt in exzellenter Weise mit den bekannten Elementen der beiden Genres und bricht sie ironisch. Einerseits zeigt sein Werk die romantische Geschichte eines verzweifelten Menschen, der durch die Kraft anderer und die Kunst des Zuhörens gerettet wird. Auf der anderen Seite liefert Shyamalan Reflexionen über die Techniken des filmischen Erzählens, die auf sehr witzige Weise eine „Brecht’sche Distanz“ zwischen Zuschauer und Figuren hervorruft. Er setzt Narration und Semiotik als tragende Erzählmomente ein, welche die Handlung weiter treiben. Inszenierung, Kameraarbeit, Schnitt, vor allem aber das Spiel der exzellenten Darsteller unterstützen diese Strategie: Der Film läßt jeder Nebenrolle Raum, sich zu entwickeln; ihre liebevoll ausgemalten Ticks sind ein weiterer Grund, sich den sehr intelligenten Film anzusehen.“
Die französische Filmzeitschrift Cahiers du Cinéma nahm Das Mädchen aus dem Wasser in seine Liste der 10 besten Filme 2006 auf.

### Einnahmen
Das Mädchen aus dem Wasser spielte am Startwochenende in den USA etwa 18 Millionen US-Dollar ein, in der Bundesrepublik erreichte der Film rund 43.000 Zuschauer und stieg auf Platz 9 der Kino-Charts ein. Insgesamt hatte das Märchen nach acht Wochen weltweit etwa 72 Millionen US-Dollar eingespielt, davon 42 Millionen Dollar in den Kinos der USA, eine Million US-Dollar in Deutschland, 5,7 Millionen US-Dollar in Spanien und 1,8 Millionen US-Dollar in Japan.
Gemessen am Budget des Films, das zwischen 70 und 75 Millionen US-Dollar betrug, war der Film ein finanzieller Misserfolg. Nach Wide Awake, der ebenfalls als ein kommerzieller Misserfolg gilt, da er bei einem Budget von etwa 6 Millionen US-Dollar nur wieder 282.175 Dollar einspielte, ist dies Shyamalans zweiter Film, der seine Kosten nicht wieder einspielen konnte.

### Auszeichnungen
Noah Gray-Cabey bekam 2007 eine Young-Artist-Award-Nominierung als bester Nachwuchsschauspieler. Davon abgesehen wurde der Film viermal für den Negativpreis Goldene Himbeere nominiert, darunter in den Kategorien Schlechtester Film und Schlechtestes Drehbuch. Shyamalan wurde als Schlechtester Regisseur und Schlechtester Nebendarsteller „ausgezeichnet“.

## Veröffentlichungen

### Film
In den USA wurde die DVD-Version des Films am 19. Dezember 2006 veröffentlicht, im deutschsprachigen Raum am 19. Januar 2007. Neben einem Making-Of enthält die DVD herausgeschnittene Szenen sowie zwei US-Kinotrailer. Anschließend folgte eine Limited Soundtrack-Edition der DVD-Version die den Original Soundtrack und ein 24-seitiges Booklet enthält, in dem die Entstehungsgeschichte und Figuren erklärt werden.
Eine Blu-ray Disc erschien in Deutschland am 16. März 2007, eine HD-DVD-Version ist ebenfalls erhältlich.

### Soundtrack
Am 18. Juli 2006 veröffentlichte Decca Records den Original Soundtrack in den USA und am 1. September 2006 in Deutschland. Der Score wurde von James Newton Howard komponiert und von dem Hollywood-Symphonie-Orchester interpretiert. Neben der Filmmusik enthält der Track die zwei Lieder „It Ain’t Me Babe“ und „Maggie’s Farm“ von Silvertide als Neuinterpretationen von zwei Bob-Dylan-Songs und jeweils eines von Amanda Ghost und der Rockband A Whisper in the Noise. William Ruhlmann von Allmusic meinte: „Howard stehen ein großes Orchester und ein großer Chor zur Verfügung, und er nutzt beide, um eine wirbelnde und kreisförmige Musik zu erzeugen, die mit einigen herkömmlichen Momenten hier und da zu spannenden Erwartungen und Höhepunkten führt.“
Howard gewann den IFMCA Award für die beste Filmmusik in einem Fantasy/Science Fiction/Horrorfilm, für den besten Soundtrack 2006 und für das beste Lied 2006 („The Great Eatlon“).